# ケヴィン・タンチャローエン
ケヴィン・ハーウィック・タンチャローエン（Kevin Harwick Tancharoen, 1984年4月23日 - ）は、アメリカ合衆国のダンサー、振付師、テレビプロデューサー、映画監督である。

## 生い立ちと家族
カリフォルニア州ロサンゼルスで生まれる。テレビプロデューサー・脚本家のモーリサ・タンチャローエンは実姉、その夫で脚本家のジェド・ウィードンと彼の兄でテレビプロデューサー・映画監督のジョス・ウェドンは義兄である。

## キャリア
タンチャローエンはマドンナの振り付け、ブリトニー・スピアーズの「The Onyx Hotel Tour」の監督、MTVの『DanceLife』の共同企画で知られている。
2009年に1980年の映画『フェーム』のリメイク『Fame フェーム』で映画監督デビューを果たす。2010年には短編映画『Mortal Kombat: Rebirth』を監督し、その後テレビシリーズ『モータル・コンバット: レガシー』の製作・監督を務める。 
2011年にはミュージカルテレビシリーズ『glee/グリー』を基としたコンサート映画『glee/グリー ザ・コンサート 3Dムービー』を監督した。2011年9月、ニュー・ラインとワーナー・ブラザースは『モータル・コンバット』の新作映画の監督としてタンチャローエンと契約を交わしたが、2013年10月に彼はプロジェクトを降板した。2014年3月、タンチャローエンは『モータル・コンバット: レガシー』の第3シーズンを計画中であることをインタビューで明かした。

## 主なフィルモグラフィ

### 映画
| 年   | 日本語題 原題                                                    | クレジット | 備考           |
| ---- | ---------------------------------------------------------------- | ---------- | -------------- |
| 2009 | Fame フェーム Fame                                               | 監督       |                |
| 2010 | Mortal Kombat: Rebirth                                           | 監督・脚本 | 短編ビデオ映画 |
| 2011 | glee/グリー ザ・コンサート 3Dムービー Glee: The 3D Concert Movie | 監督       |                |

### テレビシリーズ
| 年        | 日本語題 原題                                        | クレジット | 備考                              |
| --------- | ---------------------------------------------------- | ---------- | --------------------------------- |
| 2011-2013 | モータル・コンバット: レガシー Mortal Kombat: Legacy | 監督       | 計11話                            |
| 2011-2013 | モータル・コンバット: レガシー Mortal Kombat: Legacy | 脚本       | 計6話                             |
| 2014      | エージェント・オブ・シールド Agents of S.H.I.E.L.D.  | 監督       | 第2シーズン第4話「Face My Enemy」 |